# Égető-sziget

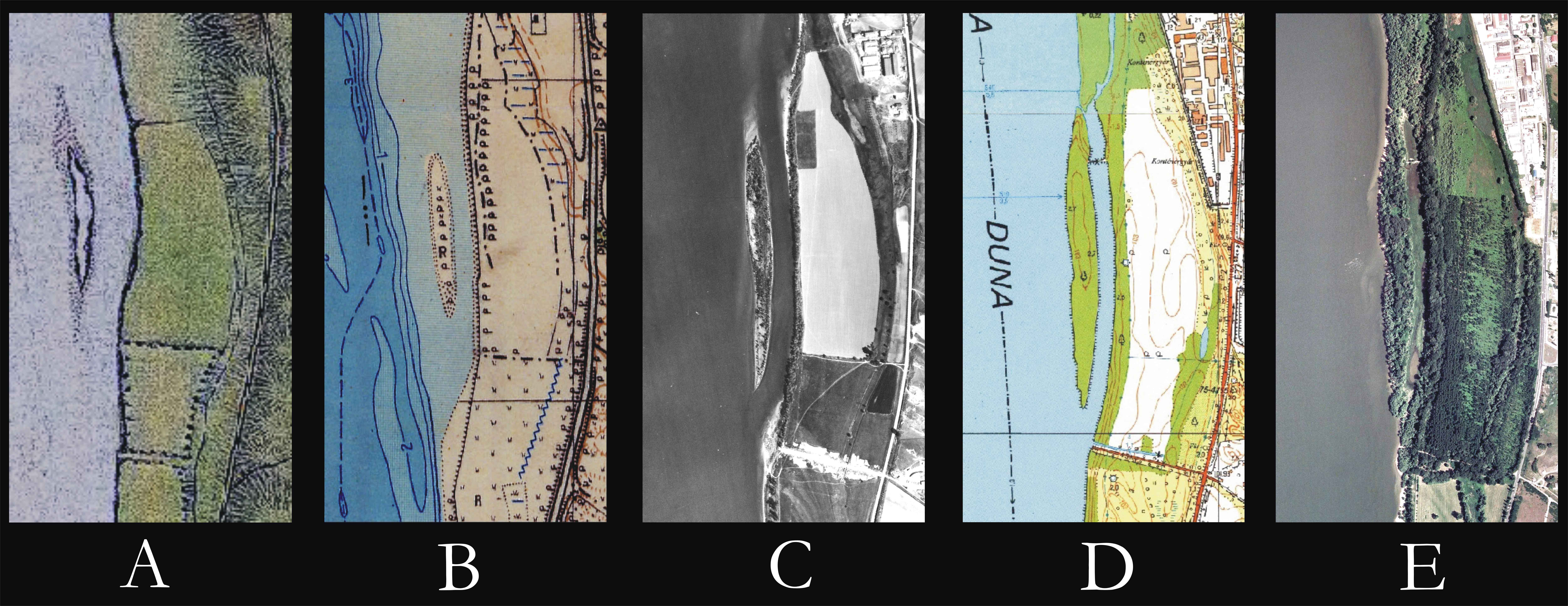
Az Égető-sziget fejlődése 1870-2005 (a:1870, b:1929, c:1953, d:1980, e:2005)

Az Égető-sziget a Duna váci ágában található balparti sziget. Vác déli közigazgatási határán fekszik, közel Sződligethez.

## Fekvése
A közel 1 km hosszú keskeny sziget a Duna 1676,8 - 1675,9 folyamkilométere között terül el. Legnagyobb szélessége nem éri el a 100 métert. Könnyen megközelíthető a Budapest-Vác kerékpárútról.

## Elnevezése
Régebbi elnevezése Tímár-sziget volt. Gánti Tibor szerint a sziget az "Égető" elnevezést a Chinoin gyár hulladékégető gödréről kapta, amely 1981-ben elszennyezte a Váctól délre eső ivóvízkutakat. Valójában a helybéliek egyszerűen Szúnyog sziget néven ismerik.

## Fejlődése

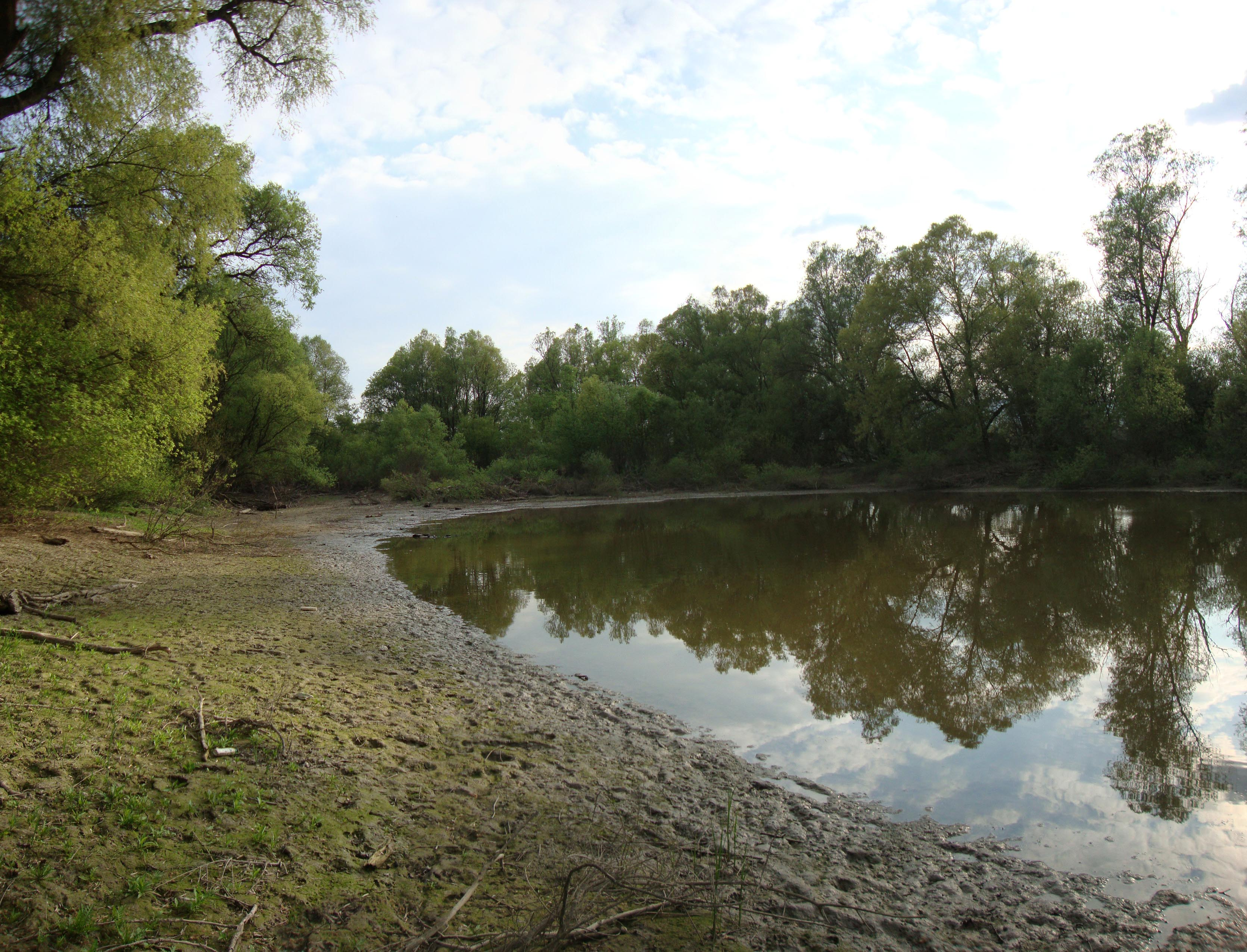
Az Égető-sziget mellékágának déli elzáródása

Viszonylag fiatal képződmény, a II. József uralkodása idején készült első katonai felmérésen még nyoma sincs. 1826-ban Melczel János a Duna Mappáció térképészeti bejárása során már megemlíti: 
"...Az ezen a Táblán láttatos Wátzi Duna ága itt is annál inkább alkalmatos a hajókázásra, mivel a partjain annyi folyó homok nintsen és tsak egy zátony van a bal part fele a mélly a kis szigettől felfele egész a Wátzi Nagy hidig nyulik, a jobb part alatt pedig elég mély viz..."
Tehát a sziget valamikor 200 éve, 1780 és 1826 között bukkant ki zátonyként a Duna habjaiból. Ezzel a korral a Duna váci ágának egyik legfiatalabb szigete. A II. katonai felmérésen még sokkal inkább zátony mint sziget, de elmondható, hogy már egy önálló felszínformaként jelölik. Az Égető-sziget születését követően egy, a Duna középvize fölé alig valamivel magasodó, gyér, lágyszárú növényzettel borított sziget-kezdemény volt. Még az 1929-ben készült Duna vízisport-térkép is ekképpen ábrázolja. Körülötte a folyó medre meglehetősen sekély volt. 
A II. világháborút követően a váci ágban is megkezdődtek a folyószabályozási munkálatok. A váci, gödi és a sződligeti gázló az év nagy részében akadályozta a hajózást. Ezek felszámolása jelentette a fő feladatot a vízépítő mérnököknek. Először Vácott épült meg a párhuzammű, melynek révén az egykori part menti Korzó előterét egészen a kompkikötőtől kezdve feltöltötték. Ezáltal a meder leszűkült, és megkezdődött a párhuzamműtől délre eső sekély partmenti területek gyors feltöltődése. A folyamatot erősítette a Sződliget és Felsőgöd között megépült két sarkantyú, melyek a túlsó parthoz kényszerítették a sodorvonalat és megfogták a hordalékot. Az Égető-sziget éppen a sarkantyúk és a párhuzammű közé esett. 1953-ra a sziget területe jelentősen megnövekedett, és a fás szárú növényzet is kezdett rajta megtelepedni. Mellékága még állandó kapcsolatban állt a főággal.
A '70-es években keresztgát épült a mellékágban. Ez volt az utolsó ilyen jellegű mellékág-elzárás itt a Duna váci ágában. Koronamagassága a váci vízmérce szerint 250 centiméter( Napjainkra Váci 185cm  a duna átbukási magassága a gáton)  Ennek köszönhetően a sziget pár év alatt egybeforrt a parttal az északi betorkollásnál. Egy évtized múltán dél felől is elzáródott, ma ezen a területen sűrű bokorfüzesek közt alig lehet észrevenni az egykori mederformákat. Az emberi beavatkozás következtében feltöltődött mederben a váci komptól egészen a felsőgödi Duna csárdáig egy új, összefüggő ártéri erdő nőtt fel. A feliszapolódás nem ért véget, napjainkban is tart.

## Hidrológiai viszonyai
Jelenleg az Égető-sziget fejlődését a parthoz kapcsoló keresztgát határozza meg, amely 250 centiméteres váci vízállás alatt nem engedi a vizet áramlani. Egy évben átlagosan 3 hónapban van élővíz áramlás a mellékágban. Ez nem elég ahhoz, hogy az állóvízből kiülepedett hordalékot kimossa, így a felhalmozódott, szerves anyagban gazdag üledéken könnyedén megtelepszik a növényzet. A bokorfüzesek már nemcsak a part menti sávban, hanem a mederben keresztben is terjednek tovább erősítve a kiülepedést. A sziget jelzőt egyre kevésbe lehet használni erre a területre, az elzárt mellékág következtében a Dunáról nézve összefüggő, egységes partot látni, ki-, és betorkollásnak már nyoma sincs. 
A nagyobb árvizek a szigetet teljes egészében elborítják, míg kisvíznél a mellékág teljesen kiszárad. 

## Veszélyeztető tényezők
A Duna sodrási viszonyainak köszönhetően az árvizek hatalmas mennyiségű szemetet és uszadékfát halmoznak föl a szigeten. Ez a vastag hulladékréteg akadályozza az aljnövényzet kialakulását, növekedését. A főág mentén partoldal alámosás jelentkezik, a fák gyökerei part mentén végig a levegőben lógnak. 
A mellékág feliszapolódása előrehaladott állapotban van, félő, hogy a nyílt vízfelületek fokozatosan eltűnnek. 
Az itt táborozók kisvíznél gyakran felgyújtják az itt felhalmozódott uszadékfát és szemetet. A sziget belső vize egykor a dunai pontyok,süllők,dévérek,és egyéb keszegfélék kedvelt ívóhelye volt,napjainkban amikor az orvhalászat szerencsére eltűnni látszik, sajnos a feltöltődött belső ág szinte teljesen alkalmatlan erre a feladatra.  